# Georges II Rákóczi
Pour les articles homonymes, voir Georges II.
Georges II Rákóczi de Felsővadász (en hongrois : felsővadászi II. Rákóczi György), né le 30 janvier 1621 à Sárospatak et mort le 7 juin 1660 à Nagyvárad, fut prince de Transylvanie de 1648 à 1657 puis de 1658 à 1659 et enfin prétendant de 1659 à 1660.

## Biographie
Fils aîné de Georges Ier Rákóczi et de Zsuzsanna Lorántffy, Georges II Rákóczi est né le 30 janvier 1621 dans la ville de Sárospatak. Il est élu comme successeur et prince associé à son père dès 1642.
Il devient prince de Transylvanie le 11 octobre 1648. Profitant de la bonne situation intérieure laissée par son père, il se tourne vers la politique étrangère. Il soutient d'abord en 1648 la candidature de son frère Sigismond II Rákóczi au trône de la république des Deux Nations.
L'affaiblissement de la puissance turque lui permet d'intervenir dans les principautés danubiennes pour y installer des princes qui lui sont fidèles : en 1653 Gheorghe Ștefan en Moldavie et en 1654, Constantin Ier Șerban Basarab en Valachie.

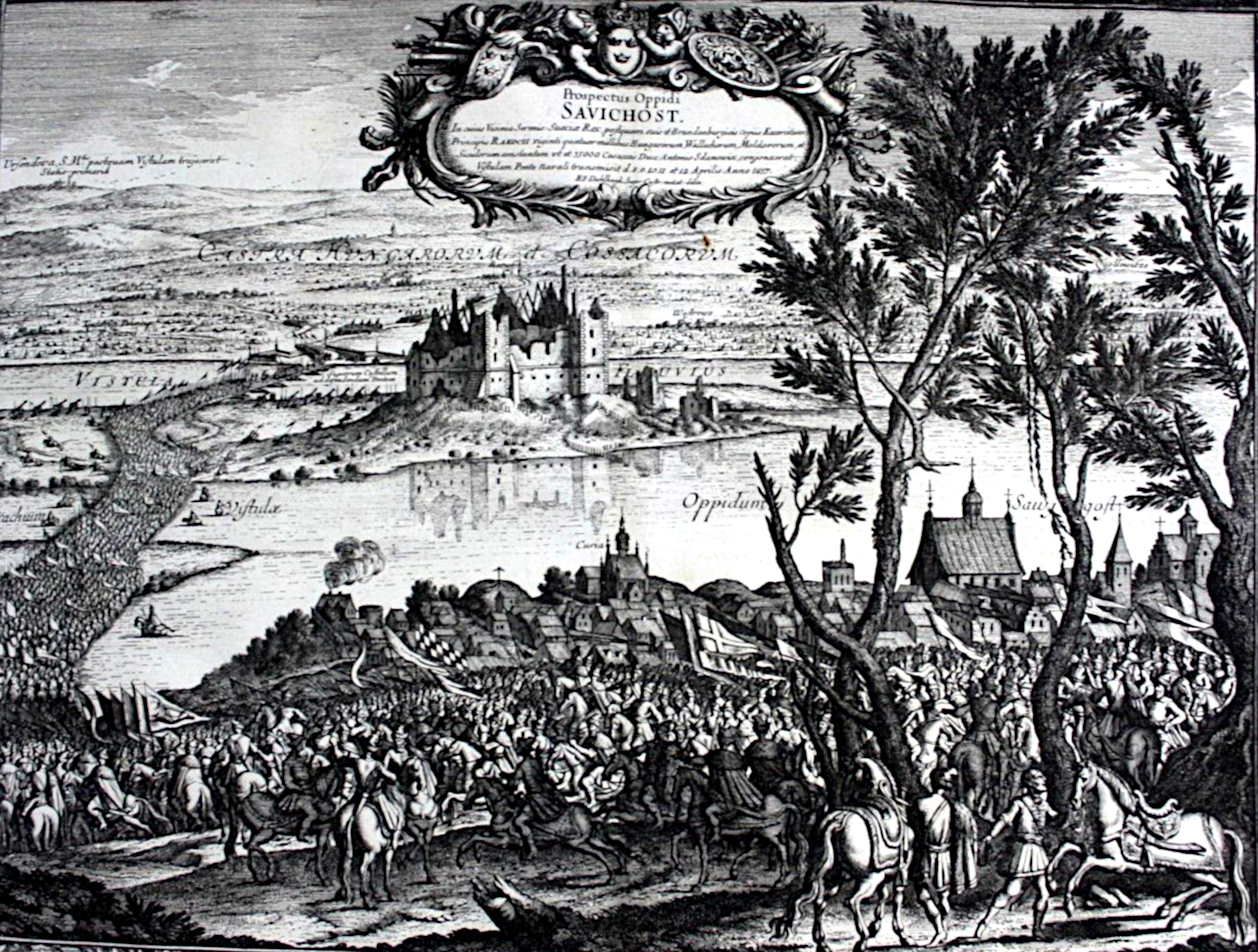
Les armées hongroises et suédoise détruisant Zawichost puis traversant la Vistule pour assiéger Cracovie en 1657

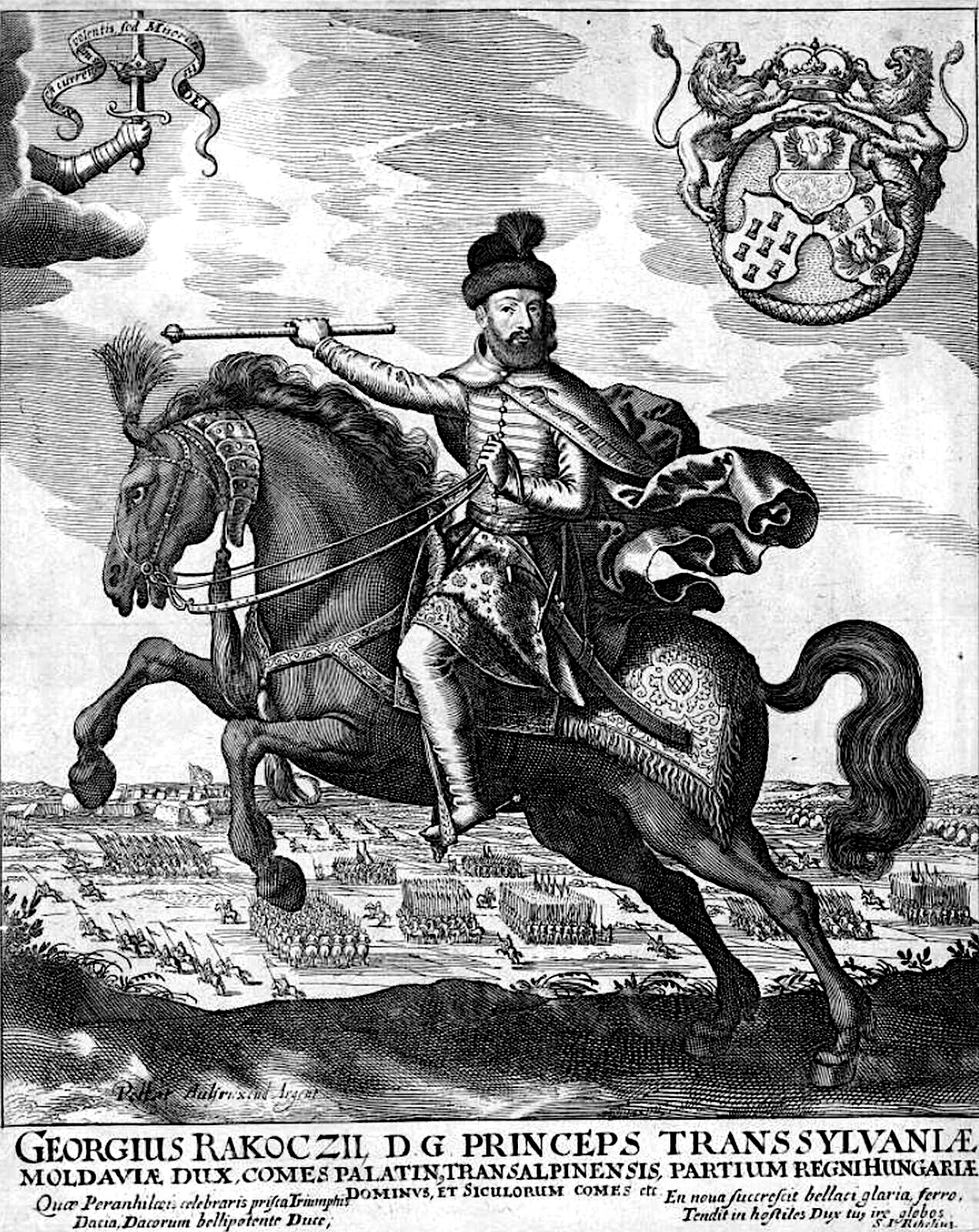
Portrait de Georges II Rákóczi, gravure de Peter Aubry du XVIIe siècle, musée national hongrois.

Il intervient ensuite dans la guerre de Trente Ans comme allié des puissances protestantes de Suède et de Brandebourg contre la Pologne catholique. La campagne est désastreuse, son armée est capturée par les Tatars de Crimée de Mehmed IV Giray, vassal des Turcs qui soutenaient la Pologne. Le redressement de la puissance ottomane sous le Grand Vizir Mehmet Köprülü lui est fatal. Après que le prince de Transylvanie a refusé de se présenter à une convocation du Grand Vizir, les troupes de ce dernier et du khanat de Crimée envahissent le pays. Les représentants de Rákóczi à la Sublime Porte (dont Jakab Harsányi Nagy), sont arrêtés et emprisonnés dans la forteresse des Sept-Tours (août 1657).
Devant les ravages de l'invasion qui déferle sur la Transylvanie, il doit se démettre le 25 octobre 1657. Il tente de reprendre le pouvoir du 14 janvier 1658 au 30 mars 1659. Les Turcs et leurs alliés tatars prennent la capitale Gyulafehérvár, ils tuent ou capturent et réduisent en esclavage 50 000 personnes et confient le trône à Ákos Barcsay, leur protégé. Georges II Rákóczi est défait par le pacha de Buda et meurt de ses blessures le 7 juin 1660 à Nagyvárad (Oradea).

## Union et postérité
Le 3 février 1643, Georges II Rákóczi épouse à Gyulafehérvár Zsófia Báthory et laisse un fils, François Rákóczi, prince associé de Transylvanie dès 1652.